# إدفارد جوهانسون
إدفارد جوهانسون هو نقابي وسياسي سويدي، ولد في 1 مارس 1882 في  في السويد، وتوفي في 25 يناير 1936 في Gustav Vasa parish ‏ في السويد. نشط حزبياً في حزب العمال الديمقراطي الاشتراكي السويدي. وقد انتخب عضو الغرفة الثانية ‏ عن دائرة دائرة بلدية ستوكهولم الانتخابية ‏ (1919 – 1936).